# Amberg (Schwaben)
Amberg ist eine Gemeinde im schwäbischen Landkreis Unterallgäu und ist Mitglied der Verwaltungsgemeinschaft Türkheim.

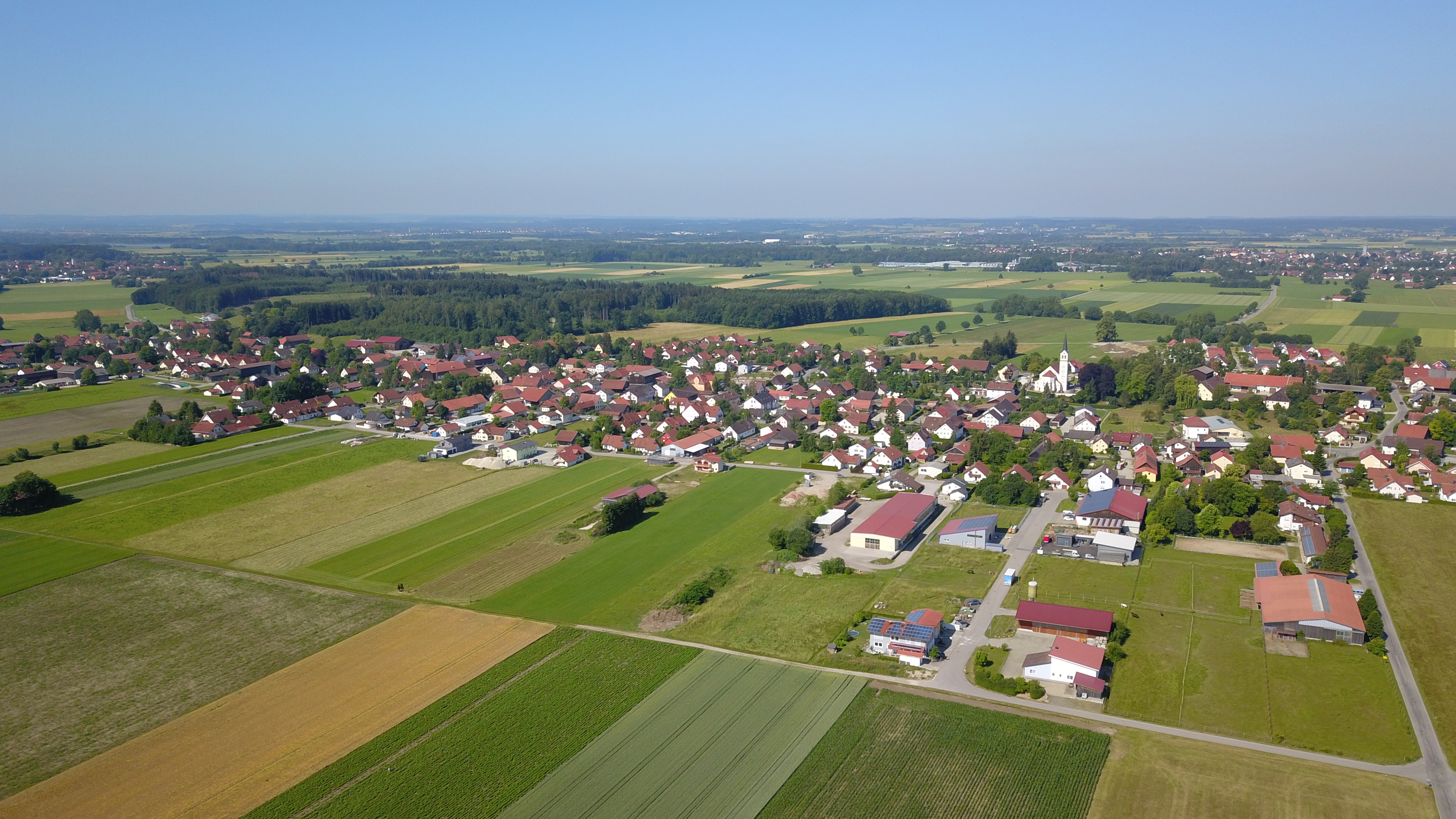
Amberg (Schwaben) im Jahr 2018

## Geografie
Amberg liegt in der Region Donau-Iller in Mittelschwaben.
Das Gemeindegebiet besteht nur aus der Gemarkung Amberg.
Es gibt die Gemeindeteile Amberg und Pisterhof.

## Geschichte

### Bis zur Gemeindegründung
Der Ort wurde 1170 erstmals als welfisches Gut erwähnt. Mit dem Bau der Pfarrkirche wurde 1249 begonnen, sie war ursprünglich Johannes dem Täufer geweiht und bekam 1399 das Patrozinium Mariä Heimsuchung. Nach mehreren Besitzerwechseln gehörte das Dorf ab 1540 Bartholomäus Welser, der dort ein Schloss erbauen ließ, das nach 1775 wieder abgerissen wurde. Welsers Erben veräußerten ihren Besitz 1601, der nach weiteren Besitzerwechseln an das Kloster Steingaden fiel. Die im Kurfürstentum Bayern gelegene geschlossene Hofmark stand unter der Hoheit der bayerischen Herrschaft Schwabegg. Im Zuge der Verwaltungsreformen in Bayern entstand mit dem Gemeindeedikt von 1818 die heutige Gemeinde.

### Einwohnerentwicklung
Zwischen 1988 und 2018 wuchs die Gemeinde von 1076 auf 1476 um 400 Einwohner bzw. um 37,2 %.

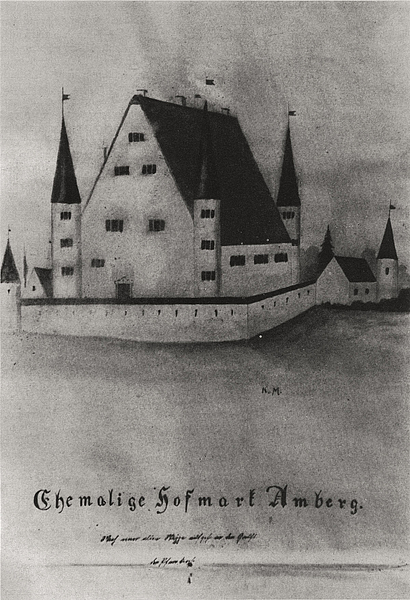
Schloss Bartholomäus Welser

| Bevölkerungsentwicklung | Bevölkerungsentwicklung | Bevölkerungsentwicklung | Bevölkerungsentwicklung | Bevölkerungsentwicklung | Bevölkerungsentwicklung | Bevölkerungsentwicklung | Bevölkerungsentwicklung | Bevölkerungsentwicklung | Bevölkerungsentwicklung |      |
| ----------------------- | ----------------------- | ----------------------- | ----------------------- | ----------------------- | ----------------------- | ----------------------- | ----------------------- | ----------------------- | ----------------------- | ---- |
| Jahr                    | 1810                    | 1970                    | 1987                    | 1991                    | 1995                    | 2000                    | 2005                    | 2010                    | 2015                    | 2024 |
| Einwohner               | 0280                    | 0736                    | 0994                    | 1126                    | 1189                    | 1279                    | 1302                    | 1388                    | 1421                    | 1491 |

## Politik

### Bürgermeister
Erster Bürgermeister ist Peter Kneipp (Freie Wählervereinigung). Dieser wurde im Jahr 2002 Nachfolger von Johann Bäßler (Freie Wählervereinigung) und am 15. März 2020 mit 92,5 % der Stimmen für weitere sechs Jahre im Amt bestätigt.

### Gemeinderat
Da sowohl 2014 wie 2020 die Freie Wählervereinigung den einzigen Wahlvorschlag eingereicht hat, erhielt sie jeweils alle zwölf Sitze zugeteilt.

### Wappen
| | Blasonierung: „Über blauem Schildfuß, darin konzentrische, silberne Bögen (Radiowellen), gespalten von Silber und Rot mit einer heraldischen Lilie in verwechselten Farben.“ |
| Wappenbegründung: Der Ort war im 16. Jahrhundert im Besitz der bekannten Augsburger Patrizierfamilie Welser, aus deren Wappen die heraldische Lilie in verwechselten Farben übernommen wurde. Von 1972 bis 2014 beherrschte die Kurzwellensendeanlage Wertachtal, die stärkste Kurzwellensendeanlage Europas, das Ortsbild, weshalb im Schildfuß die Radiowellen – auf eine heraldisch überzeugende Weise – mit zur Darstellung gebracht wurden. Der Entwurf und die Gestaltung des Wappens übernahm der Hechendorfer Heinz C. Bessling. Das Wappen wurde am 4. Oktober 1979 durch Bescheid der Regierung von Schwaben genehmigt. | |

### Flagge
Die Flagge ist Blau–Weiß–Blau (1:1:1) gestreift mit aufgelegtem Gemeindewappen.

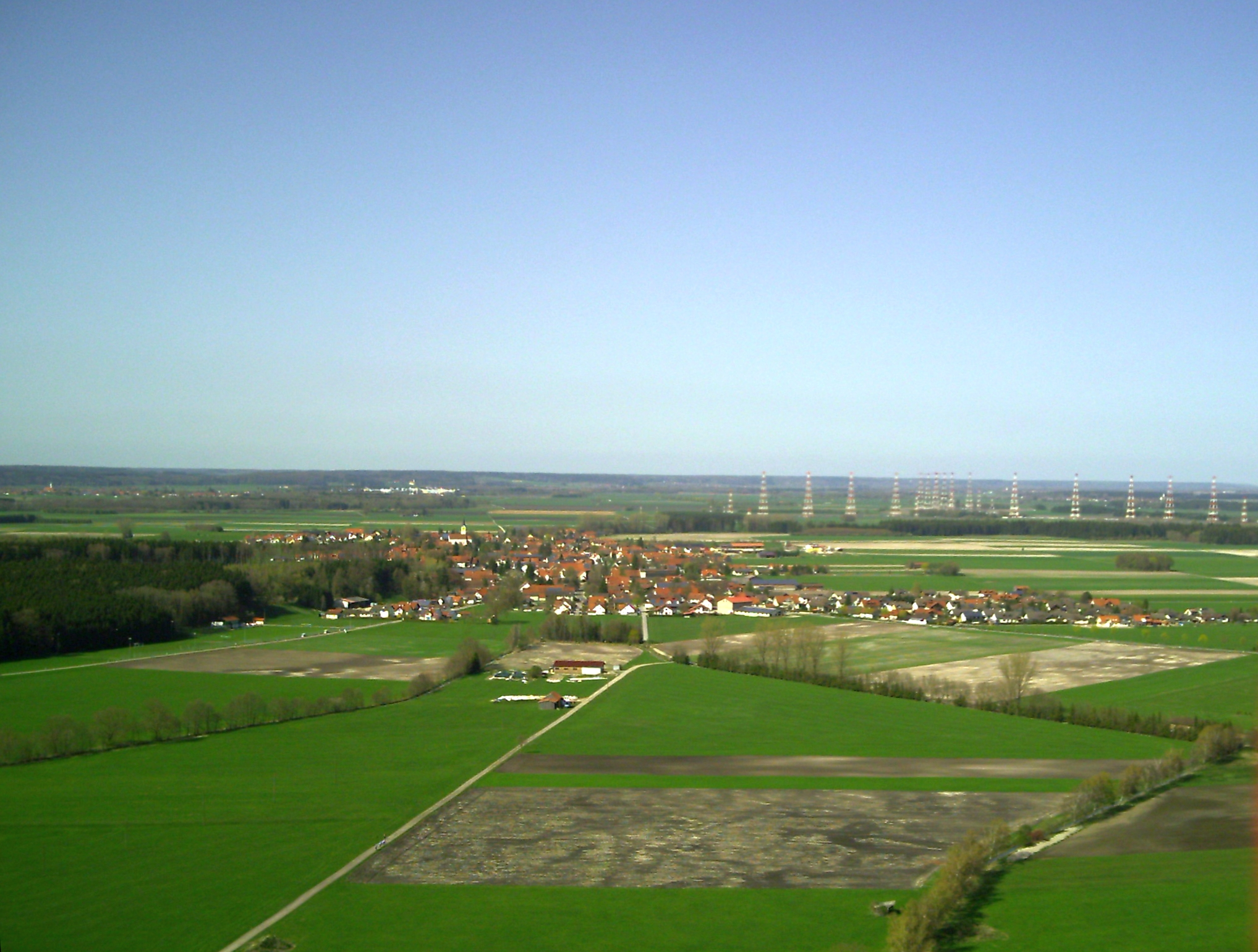
Amberg von Süden im Jahr 2011, im Hintergrund die mittlerweile demontierte Kurzwellensendeanlage Wertachtal

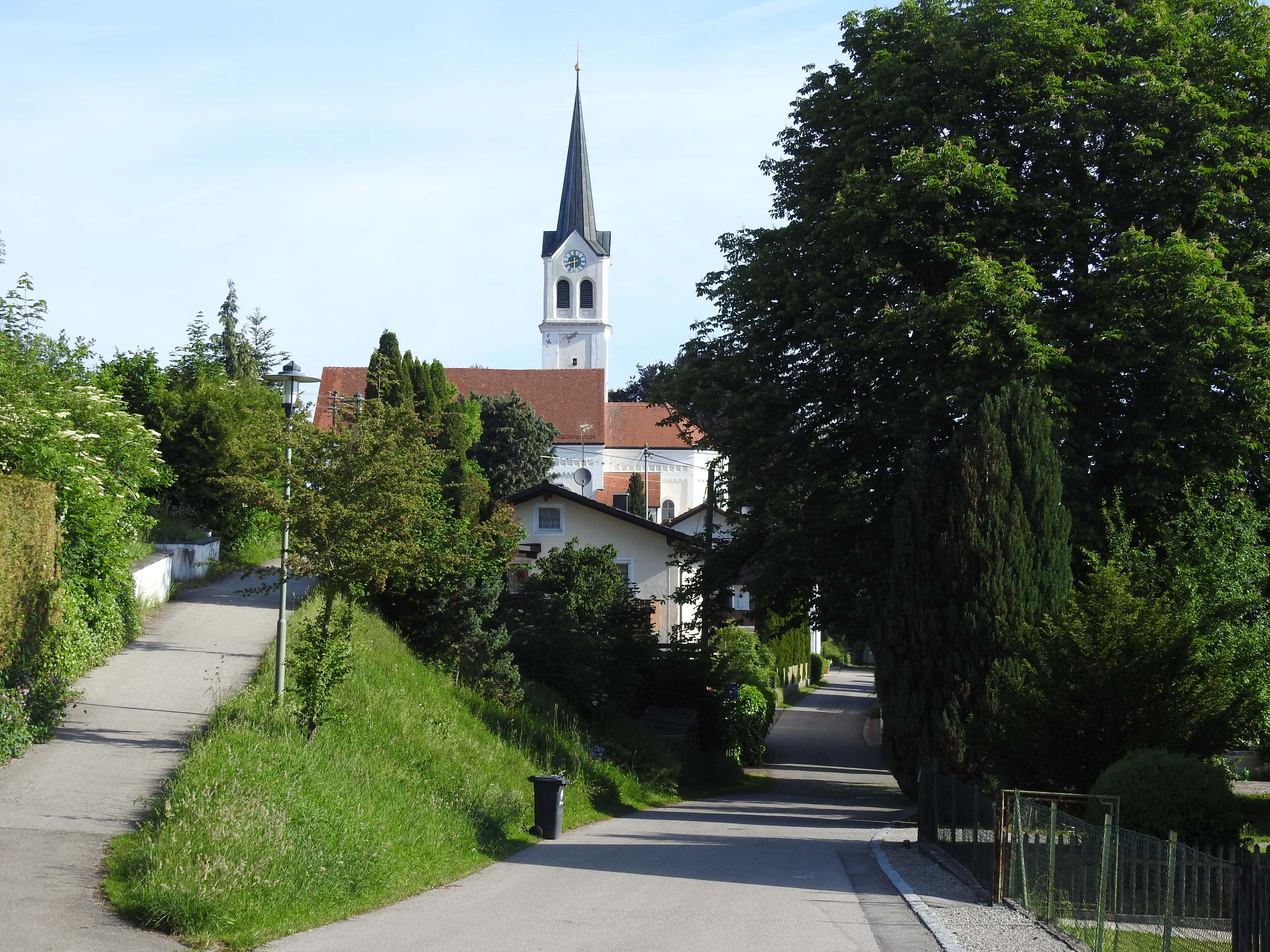
Amberg - Kirchenweg

## Wirtschaft und Infrastruktur

### Wirtschaft einschließlich Land- und Forstwirtschaft
Es gab 2018 im Bereich der Land- und Forstwirtschaft keine, im produzierenden Gewerbe 42 und im Bereich Unternehmensdienstleister 11 sozialversicherungspflichtig Beschäftigte am Arbeitsort. Sozialversicherungspflichtig Beschäftigte am Wohnort gab es insgesamt 668. Im verarbeitenden Gewerbe gab es keine, im Bauhauptgewerbe drei Betriebe. Im Jahr 2016 bestanden 15 landwirtschaftliche Betriebe mit einer landwirtschaftlich genutzten Fläche von 500 Hektar (Im Vergleich 1999: 35 Betriebe mit 761 Hektar). Davon waren 185 Hektar Dauergrünfläche (1999: 450 Hektar).

### Bildung
Im Jahr 2019 gab es folgende Einrichtungen:
- Kindertagesstätte: 107 Plätze mit 81 betreuten Kindern

## Persönlichkeiten

### Söhne und Töchter der Gemeinde
- Paul Gedler (* 1715 in Amberg, † 1790), Altarbauer
- Anton Städele (* 1873 in Amberg, † 1956), Redakteur der "Neuen freien Volkszeitung" in München, Landtagsabgeordneter
- Adalbert Meier (* 1926 in Amberg; † 2021), Kirchenmusiker, Komponist und Ehrenamtler in der Leprahilfe
- Adalbert Keller (* 1959 in Amberg), römisch-katholischer Theologe und Hochschullehrer

### Persönlichkeiten, die mit der Gemeinde in Verbindung stehen
- Bartholomäus V. Welser (* 1484, † 1561 in Amberg), Augsburger Patrizier und Großkaufmann